# Dombeya hirsuta
Dombeya hirsuta är en malvaväxtart som beskrevs av Boj.. Dombeya hirsuta ingår i släktet Dombeya och familjen malvaväxter. Inga underarter finns listade i Catalogue of Life.